# Skogs landskommun, Ångermanland
För landskommunen med detta namn i Hälsingland, se Skogs landskommun, Hälsingland.
Skogs landskommun var en tidigare kommun i Västernorrlands län.

## Administrativ historik
Skogs landskommun inrättades den 1 januari 1863 i Skogs socken  i Ångermanland  när 1862 års kommunalförordningar trädde i kraft.
Den upphörde vid kommunreformen 1952, då den, tillsammans med Nora, blev en del av den nya kommunen Nora och Skog. Sedan 1974 tillhör området Kramfors kommun.

## Kommunvapen
Skogs landskommun förde inte något vapen.

## Politik

### Mandatfördelning i valen 1938-1946
| 7 | 7 | 1 |

| 15 |

| 6 | 9 |

| 15 |

| 5 | 3 | 7 |

| 14 |

### Fotnoter
1. ↑  Per Andersson: Sveriges kommunindelning 1863-1993, Draking, Mjölby 1993, ISBN 91-87784-05-X, s. 91